# Beaumé
Beaumé é uma comuna francesa na região administrativa de Altos da França, no departamento de Aisne. Estende-se por uma área de 9,18 km². Em 2010 a comuna tinha 91 habitantes (densidade: 9,9 hab./km²).